# Isabella Menin
Isabella Novaes Menin (Marília, São Paulo, 2 de junio de 1996) es una modelo y reina de belleza brasileña, ganadora del concurso Miss Grand Internacional 2022 en Bogor, Java Occidental, Indonesia. Es la primera mujer brasileña en ganar el concurso Miss Grand Internacional.

## Biografía
Menin es de ascendencia brasileña e italiana, y nació en una familia de empresarios en Marília, una ciudad en la región del medio oeste del estado de São Paulo. Su madre, Adriana Novaes, es exganadora de Miss Marília y candidata en muchos concursos internacionales. También es bisnieta del empresario Lázaro Ramos Novaes y nieta de Alfredo Novaes, dos de los grandes nombres de la temprana industrialización de Marília.
Durante 2015-2016, estudió un programa de economía empresarial y gerencial en una escuela independiente de sexto grado, David Game College, se graduó con honores de primera clase en una licenciatura en Economía de la Universidad de Westminster a principios de 2019 y obtuvo una maestría en Finanzas de la University College de Londres en 2020. Antes de ingresar al certamen Miss Grand Brasil en 2022, trabajó como modelo internacional y paraplanner para Thomson Tyndall, una firma privada de gestión de inversiones y planificación financiera en el Reino Unido.
Isabella también estableció una organización benéfica llamada «Beyond Project», que apoya asociaciones para personas con discapacidad en Brasil.

## Concursos de belleza
Dado que creció en una familia que generalmente participaba en concursos de belleza, su madre, abuela y bisabuela habían ganado concursos de belleza anteriormente; ingresó a un concurso de belleza a la edad de tres años con el estímulo y el apoyo de su madre y ganó varios títulos de mini-miss, incluidos Miss Goiás, Miss Student of Marilia, Miss Teen Marilia y Miss Teen São Paulo, así como el título internacional Miss Teen International en 2013.

### Miss Grand Internacional 2022
Menin representó a Alto Cafezal en Miss Grand Brasil 2022, compitió contra otras 30 candidatas y ganó el título nacional. Luego representó al país en Miss Grand International 2022 y también ganó la competencia, celebrada el 25 de octubre de 2022 en el Centro Internacional de Convenciones de Sentul en Java Occidental, Indonesia, cuando fue coronada por la titular saliente Miss Grand Internacional 2021, Nguyễn Thúc Thùy Tiên de Vietnam. Es la primera titular de Brasil como Miss Grand Internacional.